# Emyl Croom
Emyl Croom (fl. XX secolo) è stato un calciatore inglese, di ruolo centrocampista.

## Carriera

### Giocatore
Croom prende parte ad una sola stagione al Milan scendendo in campo in tutte e diciotto le gare di campionato e realizzando quattro reti.
Fa il suo esordio rossonero in Milan-U.S. Milanese 6-0.
Realizza il suo primo gol contro il Casale.